# Russisch rekenen
Met Russisch rekenen wordt een rekentrucje bedoeld dat gebruikt kan worden om  keersommen op te lossen, waarbij een getal van 6 tot 10 met een ander getal tussen 6 en 10 wordt vermenigvuldigd; bijvoorbeeld (6 × 9).

## De methode
Aan de hand van een voorbeeld zal de methode uitgelegd worden.
- Hoeveel is 6 × 9?
- Nummer je linker- en rechterhand van 6 tot 10 van duim tot pink (of omgekeerd).
- De linkerhand geeft het getal 6 aan, daarom steek je alleen de eerste (want die is als 6 genummerd) vinger op.
- De rechterhand geeft het getal 9 aan, daarom steek je de eerste 4 op.
- Het eerste cijfer van de uitkomst is het totaal opgestoken vingers. Links 1 en rechts 4, dus 1 + 4 = 5.
- Het tweede cijfer van de uitkomst is het het aantal links niet opgestoken vingers maal het aantal rechts niet opgestoken vingers. Als dit getal uit twee cijfers bestaat, moet het tiental bij het eerste cijfer worden opgeteld. Dus links 4 niet opgestoken en rechts 1, dus 4 × 1 = 4
- De uitkomst is dus 6 × 9 = 54.

## Bewijs
Stel {\displaystyle a} en {\displaystyle b} zijn de te vermenigvuldigen getallen.
- {\displaystyle 10\times ((a-5)+(b-5))+((10-a)\times (10-b))=10a-50+10b-50+100-10a-10b+ab=a\times b}

Hiermee is bewezen dat het trucje altijd werkt. Het algoritme werkt ook voor andere getallen dan die tussen de 6 en 10, alleen kun je dit niet op je hand narekenen.

## Problemen
Het trucje wordt iets moeilijker bij lage getallen.
Bij 6 × 6 komt het eerste getal op 2 en het tweede op 16 uit.
Omdat het tweede getal groter is dan 10 moet het restant (dat is die 1) bij het eerste getal opgeteld worden.
2 + 1 = 3
3 en 6 dus 36.